# 貫索增二
北冕座ο，又名BD+30 2647，HD 136512、SAO 83768、HR 5709，是北冕座的一颗恒星，视星等为5.51，位于銀經46.21，銀緯57.33，其B1900.0坐标为赤經15h 16m 0.2s，赤緯+29° 57.33′ 44″。